# Dystrykt Shaheed Benazir Abad
Dystrykt Shaheed Benazir Abad (sindhi: ضلعو بينظير آباد, dawniej Nawabshah) – dystrykt w południowym Pakistanie w prowincji Sindh. W 1998 roku liczył 1 071 533 mieszkańców (z czego 51,86% stanowili mężczyźni) i obejmował 177 522 gospodarstw domowych. Siedzibą administracyjną dystryktu jest Nawabshah.